# Edit decision list
Een edit decision list of EDL is een techniek om een gemonteerde film of video voor te stellen. Een EDL bevat een geordende lijst aan spoelnummers en tijdcodes die aanduiden waar elk bruikbaar shot begint en eindigt. Deze lijst wordt bijvoorbeeld gebruikt voor het definitief versnijden van de filmpellicule.
Een EDL wordt gegenereerd door een offline montageprogramma of manueel als papieren document. Tegenwoordig zijn de meeste lineaire montagesystemen vervangen door niet-lineair montageprogramma's die automatisch een EDL genereren. Via een EDL kan een online montagesysteem een afgewerkt resultaat produceren op basis van de originele bronnen (meestal videobanden).
EDL's worden ook gebruikt in de wereld van digitale video, waar in plaats van te verwijzen naar spoelen, verwezen wordt naar de plaats van de data op een disk.
Sommige EDL-formaten, zoals CMX3600, kunnen enkel eenvoudige montage-acties bevatten. Zowel XML als AAF zijn relatief complexe formaten en bevatten dan ook een meer uitgebreide EDL.

## B-roll
Lineaire montagesystemen kunnen niet overvloeien in shots van eenzelfde tape. Daarom moet een van deze shots gekopieerd worden op een nieuwe spoel. Een EDL duidt dit aan door de brontape van deze overvloeier te markeren als B-roll. Zo kan bijvoorbeeld in dit geval in de EDL het 8e karakter van de spoelnaam veranderd worden in de letter B.
Deze letter B kan soms tot verwarring leiden. Sommige editors gebruiken immers deze letter om onderbrekingen in de tijdcode van een tape aan te duiden. In het geval van een onderbroken tijdcode zullen er twee of meer gelijke tijdcodes voorkomen op een tape. Wordt deze tape opnieuw ingeladen dan is het niet duidelijk welke tijdcode de juiste is. In dit geval wordt de letter B toegevoegd aan de tweede instantie van de tijdcode, hetgeen verwarring kan scheppen met een B-roll.

## EDL compatibiliteitsproblemen
EDL formaten zoals CMX, GVG, Sony, Final Cut Pro en Avid zijn redelijk gelijkaardig, maar verschillen in details die erg belangrijk kunnen blijken. Extra aandacht dient besteed te worden aan de benaming van de spoelen. Avid bevat spoelnamen van 18 karakters waarvan enkel de eerste 8 uniek zijn. Bij FCP, in het CMX3600 formaat, zijn enkel 6 karakters toegestaan.
B-rolls verdienen ook extra aandacht. Indien de EDL overvloeiers bevat met shots op eenzelfde spoel, dan moet de spoelnaam beperkt worden tot 7 karakters vermits het 8e karakter kan vervangen worden door de letter B.
EDL's kunnen drop-frame of non-drop frame timecode gebruiken, aan 25, 29,97 of 23,976 fps.
EDL's worden nog vaak gebruikt omdat sommige systemen nog geen ondersteuning bieden voor de meer robuuste formaten als AAF en XML.